# Schmalspurbahn Bogatynia–Turoszów
| Kursbuchstrecke: | 274 (1958)          |                                              |                      |
| Streckenlänge: | 4 km                |                                              |                      |
| Spurweite: | 750 mm (Schmalspur) |                                              |                      |
| |                     |                                              |                      |
| \| \| \| von Heřmanice \| \| \| \| 0 \| Bogatynia früher Reichenau (Sachs) \| 247 m \| \| \| \| nach Zittau \| \| \| \| 2 \| Turoszów Kopalnia \| Turoszów Kopalnia \| \| \| 6 \| Turoszów Wąskotorowy \| Turoszów Wąskotorowy \| \| \| \| (Anschluss an Bahnstrecke Mikułowa–Turoszów) \| \| |                     |                                              |                      |
| Strecke (außer Betrieb) |                     | von Heřmanice                                | von Heřmanice        |
| Bahnhof (Strecke außer Betrieb) | 0                   | Bogatynia früher Reichenau (Sachs)           | 247 m                |
| Abzweig geradeaus und nach links (Strecke außer Betrieb) |                     | nach Zittau                                  | nach Zittau          |
| Haltepunkt / Haltestelle (Strecke außer Betrieb) | 2                   | Turoszów Kopalnia                            | Turoszów Kopalnia    |
| Kopfbahnhof Streckenende (Strecke außer Betrieb) | 6                   | Turoszów Wąskotorowy                         | Turoszów Wąskotorowy |
| |                     | (Anschluss an Bahnstrecke Mikułowa–Turoszów) |                      |

Die Schmalspurbahn Bogatynia–Turoszów war eine regionale Eisenbahnverbindung in Polen, die ursprünglich durch die Kohlenbahn-AG Reichenau (Sachsen) als private Montanbahn erbaut und betrieben wurde. Sie zweigte in Bogatynia (Reichenau in Sachsen) von der Schmalspurbahn Zittau–Heřmanice ab und führte im Küppertal nach Turoszów (Türchau), wo seit 1949 ein Übergang zur neu gebauten, regelspurigen Strecke Mikułowa–Turoszów bestand.
Nach 1945 wurde die Strecke von den polnischen Staatsbahnen Polskie Koleje Państwowe (PKP) übernommen und in die Bogatyńska Kolej Dojazdowa eingegliedert. Von 1951 bis 1959 verkehrten auf der Strecke auch Personenzüge.

## Geschichte
Erste Pläne für eine Zweigbahn der Schmalspurbahn Zittau–Markerdorf zu den Braunkohlegruben in Seitendorf und Türchau gab es schon beim Bau der Strecke im Jahr 1884. Später gab es konkrete Pläne für eine 7,5 Kilometer lange Strecke mit einem Endpunkt auf dem Bahnhofsvorplatz von Hirschfelde. Die ursprünglich geplante Trassierung konnte allerdings nicht mehr verwirklicht werden, da ein Teil der vorgesehenen Streckenführung in Reichenau zwischenzeitlich bebaut worden war. Eine alternative Trassierung weiter westlich berührte dagegen ein Gebiet, wo Kohlevorräte lagerten. Die örtlichen Eigentümer forderten eine Entschädigung für die dann nicht mehr gewinnbare Braunkohle unter der Bahn. Darüber hinaus kritisierte eine andere Interessengruppe die geplante Strecke, die stattdessen eine Eisenbahn von Hirschfelde nach Weigsdorf (heute: Višňová u Frýdlantu) zum Anschluss an die Bahnstrecke Pardubitz–Seidenberg der SNDVB forderte. Im Jahr 1902 wurden die Arbeiten zur Erweiterung der Schmalspurbahn Zittau–Markerdorf per königlichem Dekret Nr. 24 aufgegeben.

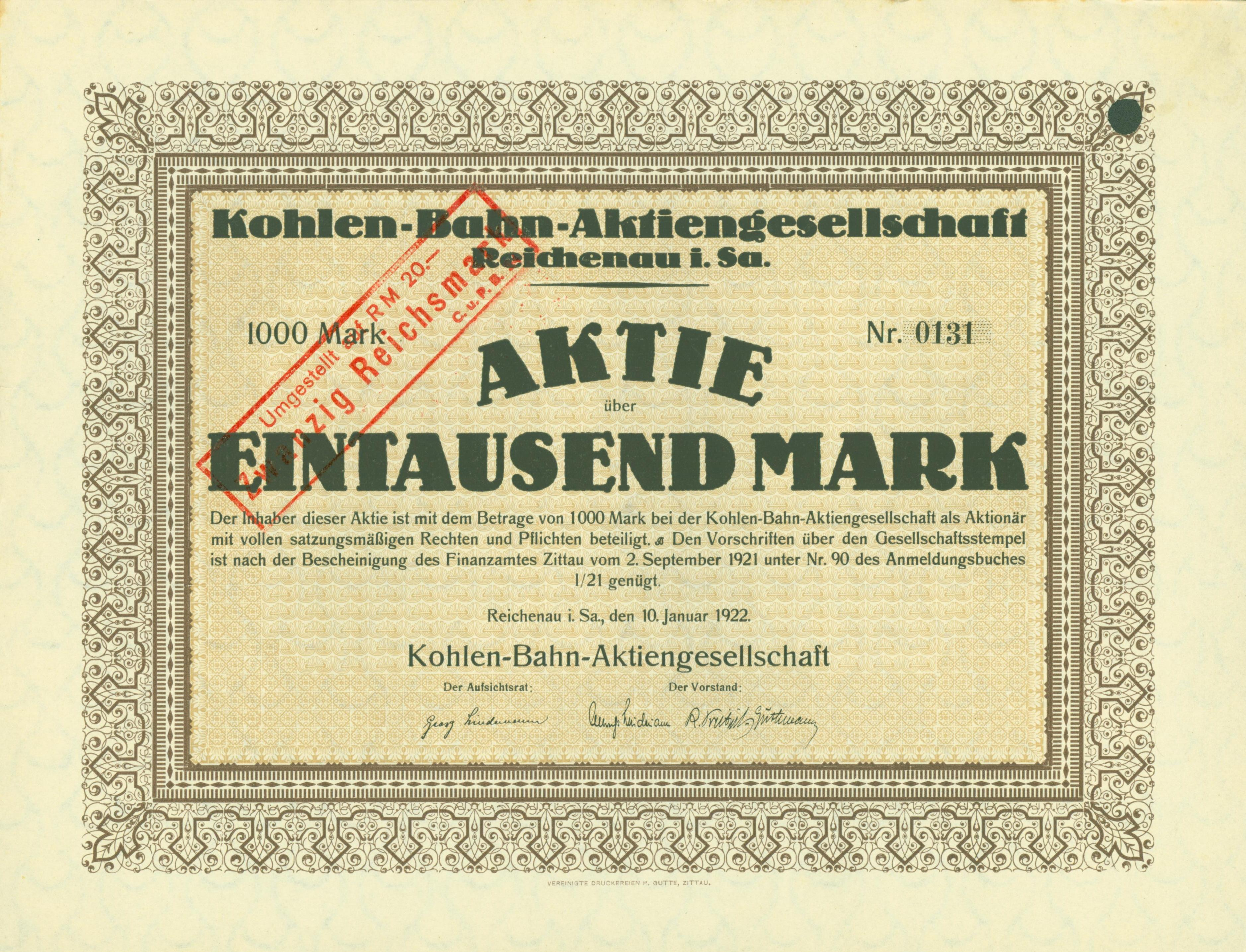
Aktie über 1000 Mark der Kohlen-Bahn-AG vom 10. Januar 1922

Ein Bergwerkseigentümer und fünf Fabrikanten gründeten am 30. April 1921 Kohlenbahn-AG Reichenau (Sachsen), um die Bahnverbindung zu den Braunkohlengruben bei Seitendorf nunmehr als private Industriebahn bauen. In Reichenau zweigte die Industriebahn mit einer Spitzkehre aus der Anschlussbahn der Firma Lindemann ab. Sie führte dann um den Hofeteich und den Friedhof herum und verlief dann parallel zur Landstraße nach Türchau. Das Streckenende lag später am Kohlenhochbunker auf dem Areal des heutigen Bahnhofes Turoszów, der auch heute noch vorhanden ist.
Der östliche Teil des Kreises Zittau wurde nach dem Zweiten Weltkrieg am 21. Juni 1945 von polnischen Truppen besetzt und gehört heute zum Staatsgebiet der Republik Polen. Die Kohlenbahn wurde von den polnischen Staatsbahnen Polskie Koleje Państwowe (PKP) übernommen und als nunmehr öffentliche Bahn in die Bogatyńska Kolej Dojazdowa eingegliedert. Am 20. Mai 1951 wurde der Reiseverkehr aufgenommen. Der Sommerfahrplan von 1959 verzeichnete werktags sechs und sonntags fünf Zugpaare. Zu den Schichtwechselzeiten im Bergwerk fuhren lokomotivbespannte Züge, sonst genügte ein Triebwagen. In Bogatynia bestand jeweils Anschluss nach Sieniawka und werktags nach Markocice. Die Fahrzeit der Triebwagen betrug bei einem Zwischenhalt in Turoszów Kopalnia 17 Minuten. Die lokomotivbespannten Züge hatten dagegen eine deutlich längere Fahrzeit. Sie benötigten bis zu 24 Minuten für die nur sechs Kilometer lange Strecke.
Als die regelspurige Strecke Mikułowa–Turoszów Ende der 1950er Jahre bis Bogatynia erweitert wurde, verlor die nun parallel laufende Schmalspurbahn ihre Existenzgrundlage. Sie wurde 1959 stillgelegt und abgebaut. Die neue Normalspurstrecke nach Bogatynia wurde am 8. Mai 1960 eröffnet.

## Fahrzeugeinsatz
Die Kohlenbahn-AG erwarb für ihre Montanbahn drei Dampflokomotiven und 45 Güterwagen, die nach 1945 von den PKP übernommen wurden.
Die PKP setzten zunächst zwei Lokomotiven der sächsischen Gattung I K ein, die ab Mitte der 1950er Jahre durch drei Lokomotiven der PKP-Baureihe Px48 ergänzt wurden. Ab 1959 fuhren zudem die Triebwagen MBxd1-114 und 115 auf der Strecke.
| Lokomotiven der Kohlenbahn AG Reichenau (Sachsen) | Lokomotiven der Kohlenbahn AG Reichenau (Sachsen) | Lokomotiven der Kohlenbahn AG Reichenau (Sachsen) | Lokomotiven der Kohlenbahn AG Reichenau (Sachsen) | Lokomotiven der Kohlenbahn AG Reichenau (Sachsen) | Lokomotiven der Kohlenbahn AG Reichenau (Sachsen) | Lokomotiven der Kohlenbahn AG Reichenau (Sachsen) | Lokomotiven der Kohlenbahn AG Reichenau (Sachsen) |
| Nr.                                               | Hersteller                                        | Fabrik-Nr.                                        | Baujahr                                           | Bauart                                            | PKP-Nr.                                           | Verbleib                                          |                                                   |
| ------------------------------------------------- | ------------------------------------------------- | ------------------------------------------------- | ------------------------------------------------- | ------------------------------------------------- | ------------------------------------------------- | ------------------------------------------------- | ------------------------------------------------- |
| 1                                                 | Orenstein & Koppel, Berlin                        | 9683                                              | 1921                                              | Cn2t                                              | Ty2-1139                                          | 1970 in Opalenica abgestellt                      |                                                   |
| 2                                                 | Orenstein & Koppel, Berlin                        | 9694                                              | 1921                                              | Cn2t                                              | Ty2-1140                                          | 1959 ausgemustert                                 |                                                   |
| 3                                                 | Orenstein & Koppel, Berlin                        | 11750                                             | 1928                                              | Cn2t                                              | Ty2-1138                                          |                                                   |                                                   |